# Medusa (canção de Dominó)
"Medusa" é uma canção do grupo de música pop brasileiro Dominó, incluída em seu álbum autointitulado de 1987. Trata-se do terceiro e último single a ser lançado do álbum, após o sucesso de "P" da Vida, do mesmo ano.
A canção é uma versão em português, feita por Edgard Poças, da música "My Baby Loves Lovin'" gravada pelo grupo inglês de Pop psicodélico White Plains. A composição foi feita por Roger Cook e Roger Greenaway, originalmente em inglês e incluída no álbum autointitulado do grupo, lançado em 1970.
O single de "My Baby Loves Lovin'" obteve sucesso em vários países, a saber: #9 no Reino Unido, #20 na Austrália, #4 no Canadá, #9 na Irlanda, #11 na Nova Zelândia e #12 na Suécia. #8 na África do Sul, Nos Estados Unidos atingiu #13 na Billboard Hot 100 e #10 na Cashbox Top 100.
A análise da letra da música do Dominó feita pelo Correio Braziliense sugere que "Medusa" aborda um amor possessivo, destacando a influência da amada sobre o autor. A referência à personagem mitológica Medusa adiciona uma camada de complexidade à narrativa, onde a intensidade do olhar da amada é comparada ao olhar petrificante da Medusa, aludindo a uma sensação de imobilidade e transformação do eu lírico.
Durante a divulgação do álbum, o grupo Dominó apresentou a música "Medusa" em diversos shows e programas de televisão, incluindo o Cassino do Chacrinha, da TV Globo. A ampla exposição nos meios de comunicação contribuiu para a disseminação da música e sua subsequente popularidade nas rádios brasileiras.